# 牛屄
牛屄俗寫牛B（亦见使用NB或nb代替之情况）或牛逼，是中国大陆的网络用词，在中國大陸經常被使用，意思是“非常厉害”、“强”，有時会简称为“牛”。

## 詞源

### 古书用例
- 《笑林广记》〈腐流部〉〔善对〕：有游湖者，见岸上有儿马厥物伸出，因同行中一友善对。乃出对曰：“游湖客偶睹马屌。”友即回对曰：“过江人惯肏牛屄。”
- 晚清張春帆狹邪小說《九尾龜》第二十八回章回標題：「吹大話滿口牛屄， 露真情一箱石塊。」，第二十六回：秋谷道：「現在⋯⋯他除了不肯花錢，還要對著倌人亂吹牛屄，混擺官派。這樣的官場客人，你道可笑不可笑？」
- 《辜鴻銘文集》《張文襄幕府紀聞》：「連他左右幕僚亦不必看。欲觀今日督撫之賢否，但看他吹牛毴不吹牛毴！」

### 现代考证
“牛屄”很可能跟“吹牛”一词有关。有以下几个解释：
1. 起源于黄河上游一带（青海、甘肃、宁夏、陕西等省境内），因沿途水急滩险多流沙，黄河上游沿岸的居民想出了“皮筏代舟”。故用最具特色的传统工具皮筏子。因其古代屠夫的重要有个技能，使用羊皮／猪皮制成而得名。当人们宰杀羊／猪时，先剥下羊皮／猪皮，后用盐水使其脱毛，再用植物油涂在四肢及颈部，最后将其浸水、曝晒，让整张皮松后用绳将其缝成袋状，留一小孔，这对于牛来说是不现实的，因为牛体型庞大而且脂肪少。因此，说能“吹牛（逼／皮）”的就是誇大其詞。
2. 逼在副词修饰形容词表示非常，本意是“迫近/强迫”的引申为“使得/非常”。（事逼就是“强行制造事端”，X（X为名词）-逼都是强行制造某种结果的含义。）牛则是劳动力意思，因为牛耕需要很大力气，而牛逼是“非常有力（劳动力）”衍生为“非常厉害“（衍生为一种状态，牛市）
3. 牛同上衍生为表厉害的形容词，逼则是语气助词或专指某人（歧视意味，骂这个人是屄，你这个逼，水逼）。

一般认为第一个为标准解释。吹牛也稱為吹牛皮，後來以讹传讹，演变成“吹牛屄”，有时也称“老鹰倍儿牛逼”。

## 参看
- 傻屄
- 肏
- 屌

## 註释
1. ↑  . 商業周刊 - 商周.com. 2014-10-23  [2025-03-25] （中文）.